# باشگاه ورزشی کامبور
باشگاه ورزشی کامبور (هلندی: SC Cambuur) یک باشگاه فوتبال است که در سال ۱۹۶۴ در لیوواردن هلند تأسیس شده‌است و در حال حاضر در لیگ برتر فوتبال هلند حضور دارد.

## تاریخچه
- خانه‌های سبز: اردویسه (لیگ برتر)
- خانه‌های زرد: ایرسته دیویسیه (لیگ سطح دوم)

## بازیکنان ایرانی
- رضا قوچان‌نژاد: (۲۰۱۱–۲۰۱۰) ۱۳۸۹–۱۳۹۰ شمسی